# Kvarndammen (Gullabo socken, Småland)
Kvarndammen är en sjö i Torsås kommun i Småland och ingår i Bruatorpsåns huvudavrinningsområde.